# Драйер, Доротея
Доротея Драйер (англ. Dorothea Dreier, полное имя Dorothea Adelheid Dreier; 1870—1923) — американская художница.

## Биография

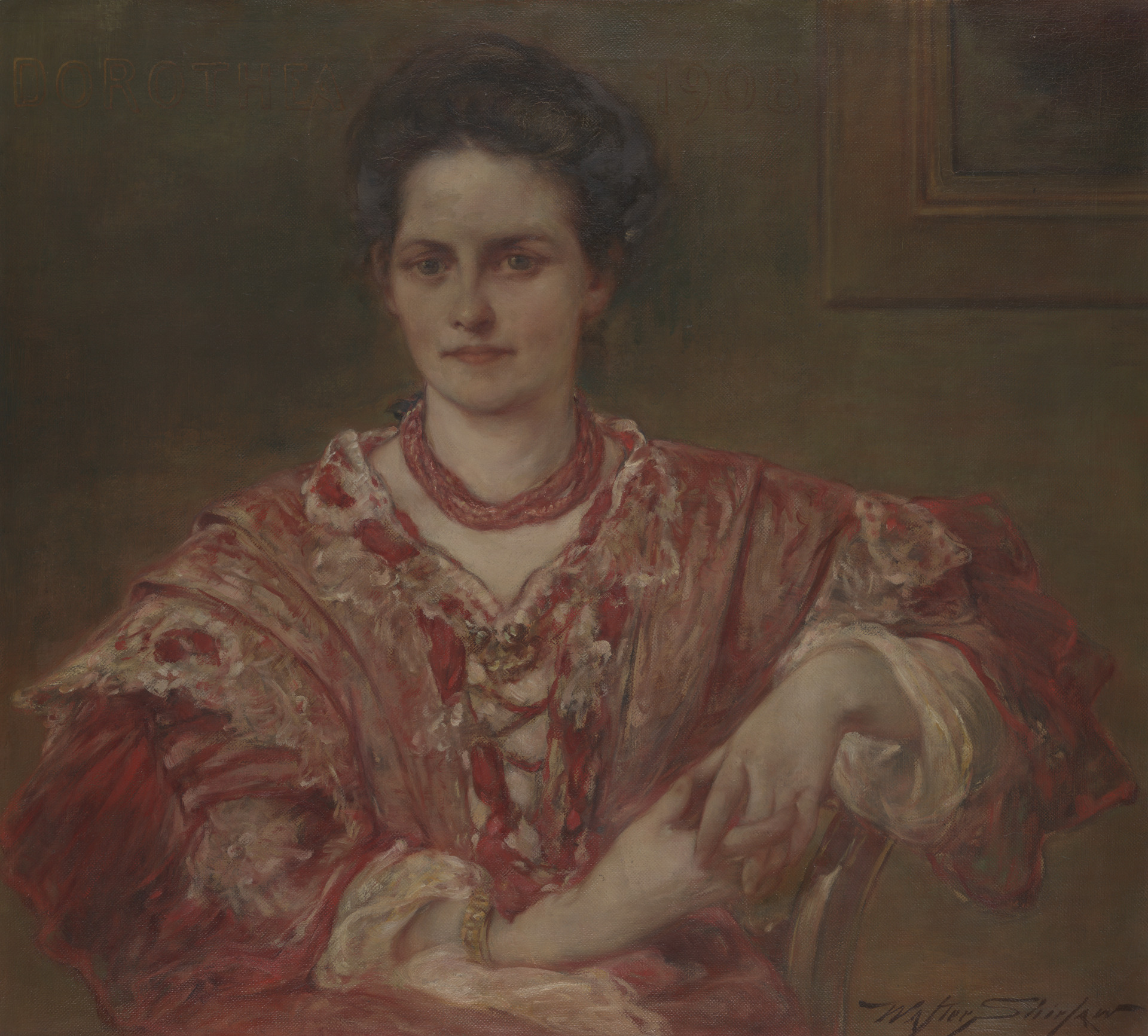
Портрет Доротеи Драйер работы Уолтера Ширлоу

Родилась 8 декабря 1870 года в Бруклине, Нью-Йорк, в семье немецких эмигрантов, где было пятеро братьев и сестер. Её сёстрами являлись: художница Кэтрин Драйер, социальный реформатор Мэри Драйер и лидер профсоюзов Маргарет Драйер.
Живописи обучалась в Нью-Йорке, в Лиге студентов-художников, где её учителями были Джон Твахтман и Уильям Меррит Чейз. Стала членом Общества независимых художников.
Выставлялась в Нью-Йоркском акварельном обществе, в Société Anonyme, в Обществе независимых художников и на независимых выставках в Чикаго.
Умерла 14 сентября 1923 года в городе Саранак, штат Нью-Йорк. Была похоронена в Нью-Йорке на кладбище Грин-Вуд.
Посмертная ретроспектива её работ прошла в Бруклинском музее в 1925 году.
Работы Доротеи Драйер находятся в коллекции Бруклинского музея; документы, к ней относящиеся, хранятся в Архивах американского искусства Смитсоновского института.

Некоторые работы
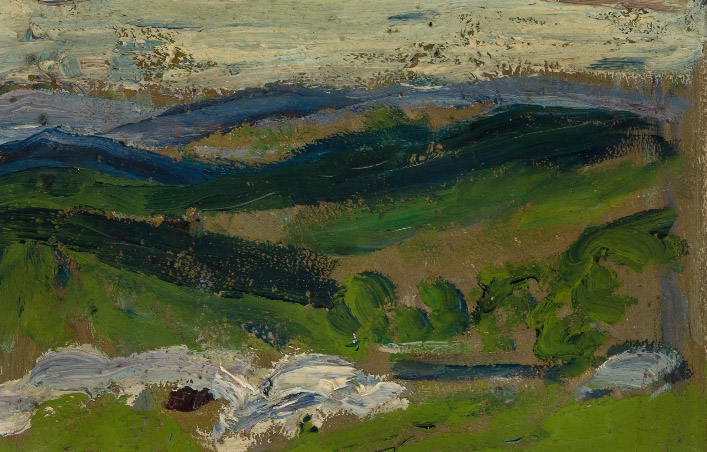
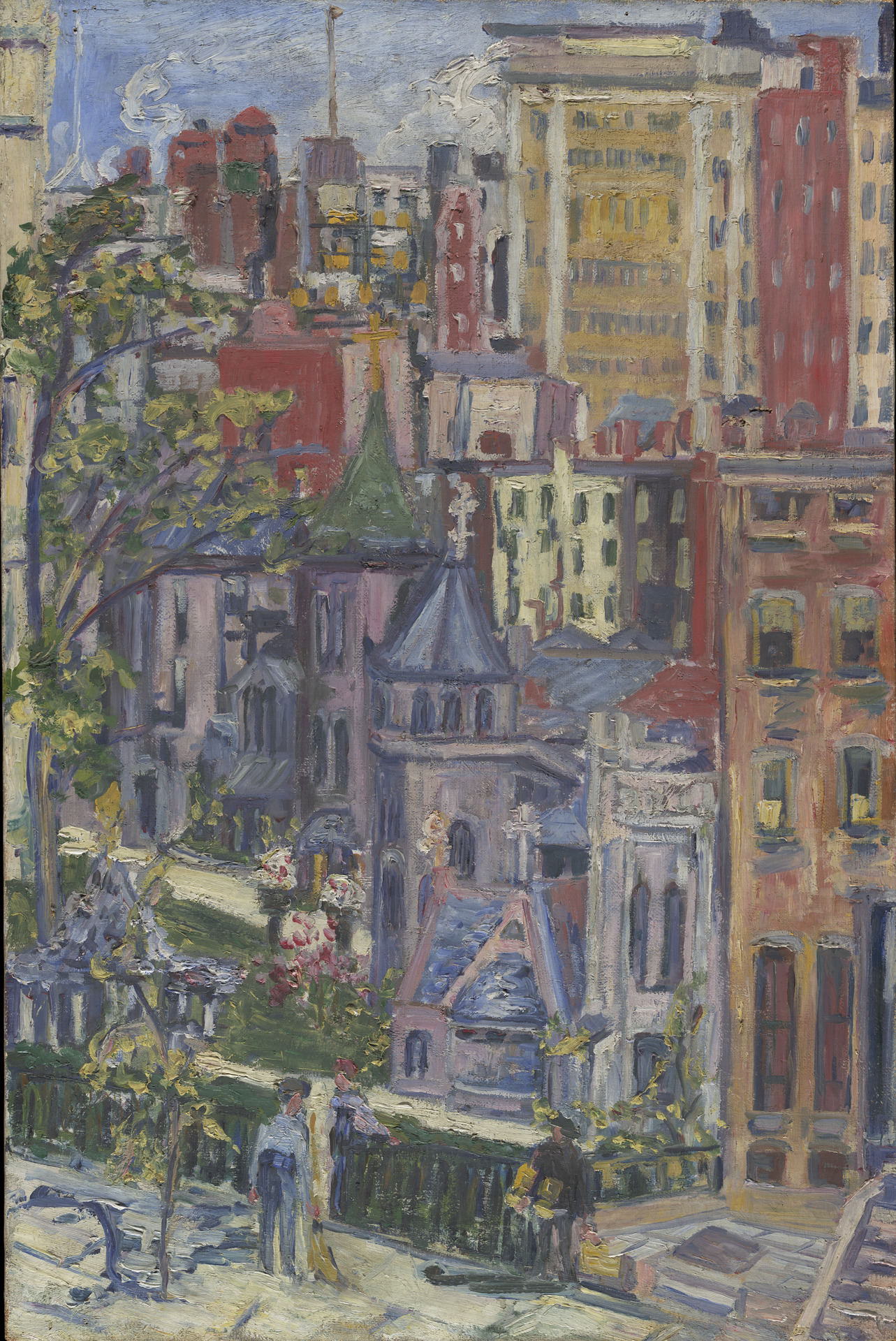
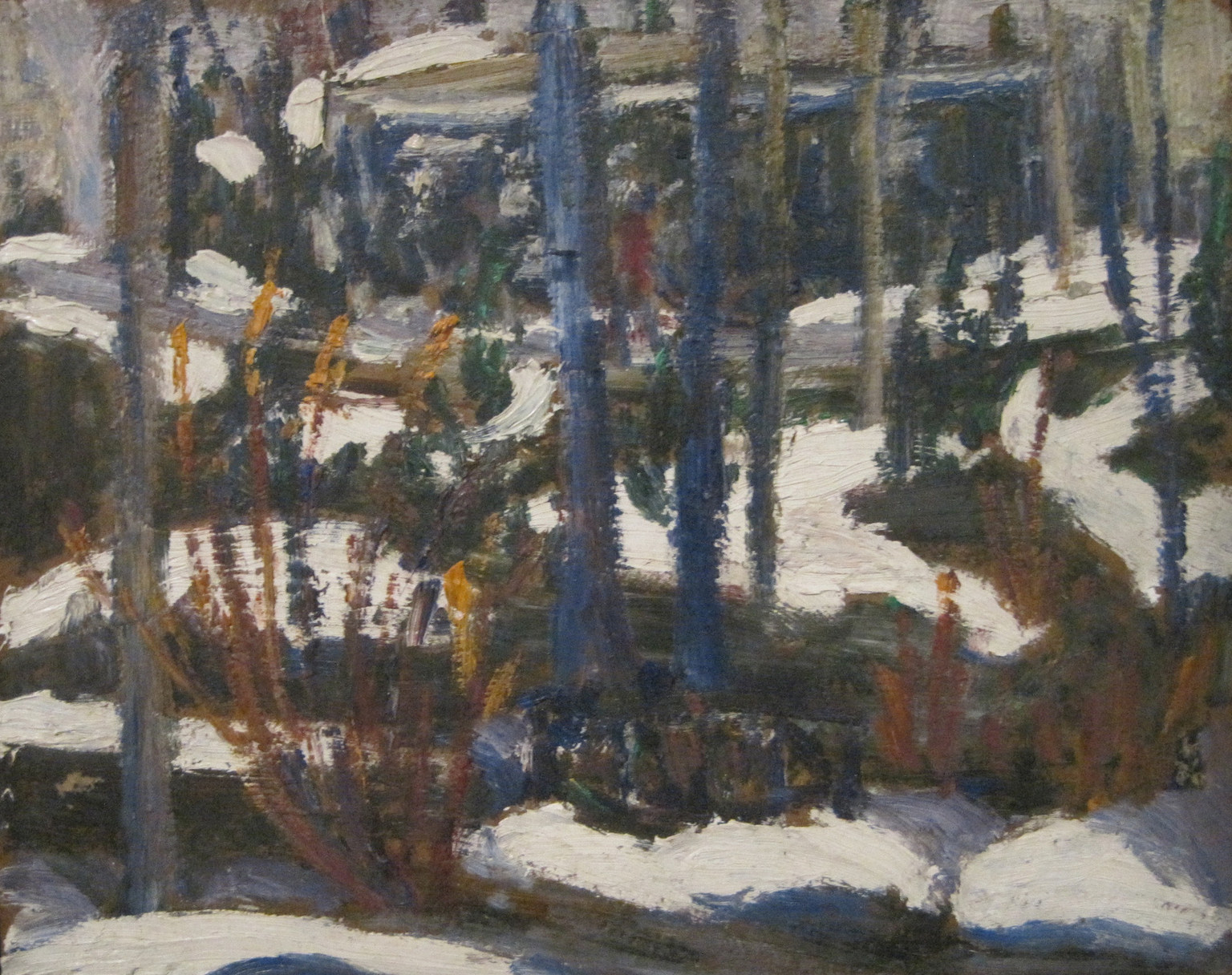